# Лопатинский сельсовет (Лукояновский район)
Лопа́тинский сельсовет — муниципальное образование (сельское поселение) в составе Лукояновского района Нижегородской области.
Административный центр — село Лопа́тино.

## Населённые пункты
В состав муниципального образования входит 10 населённых пунктов:
- сёла: Лопа́тино, Крю́ковка, Неве́рово, Гаври́лово, Чуфа́рово, Перемча́лки, Алекса́ндровка.
- деревни: Влада́мировка, Со́нино, Бере́зовка.